# Bridgeport (Michigan)
Bridgeport – jednostka osadnicza w Stanach Zjednoczonych, w stanie Michigan, w hrabstwie Saginaw.